# あしたのコンパス
『あしたのコンパス』は生配信のニュース討論番組。フジテレビのニュースポータルサイト（現在はインターネット配信のみのニュース専門チャンネル）「ホウドウキョク」で、平日（月曜日から木曜日）19:07（JST）から配信していた。初回放送は2015年4月1日。通称は「コンパス」。
2017年3月30日の配信を最後に番組は終了した。2017年4月3日にスタートした後継番組『FLAG7（フラグセブン）』では、前半部分とエンディング部分を『あしたのコンパス』パートとし、各コーナー（アンカーのニュースピック、今日のピックアップ、アンカーのとっておき）を引き継いでいる。

## 概要
ホウドウキョクの立ち上げと同時に編成された番組で、各曜日のアンカーが、話題のニュースをジャンルを問わず深掘りする。
番組のルーツと構成
前身の番組は『BSフジLIVE ソーシャルTV ザ・コンパス』（BSフジ）。番組で提案する論点を中心に、アンカーが専門家・有識者へインタビューを行う。
同時配信
LINE LIVEで、定時ニュースを除く全編を同時配信している（2016年3月28日 - ）。Facebookでも一部配信している。（2016年10月3日 - ）
SNSとの連動
TwitterとLINE LIVEのコメント欄で、視聴者からの意見や質問を募集している。ツイッターのハッシュタグは「#あしたのコンパス」。
特別番組
当番組の出演者をベースに、年始特番や、選挙特番を配信している（『2016年新春スペシャル』のみ放送している）。
- 2016年新春スペシャル（2016年1月2日）
- みんなの選挙2016×ホウドウキョク（第24回参議院議員通常選挙）（2016年7月10日）
- みんなの都知事選×ホウドウキョク（2016年東京都知事選挙）（2016年7月31日）
- 2017年新春スペシャル（2017年1月1日）

## コーナー
アンカーのニュースピック（2016年10月3日 - ）
今日報道された中から、アンカーが選んだ今日のニュースをコメントを交えて紹介。
きょうのピックアップ
番組のメインコーナー、1テーマにつき約45分、2つのテーマを扱う。（1テーマで通す場合もある）
アンカーのとっておき
その日のアンカーが決めたテーマに沿って話をするコーナー。
アンカーの伝言板（2016年3月28日 - ）
各曜日のアンカーを繋ぐ伝言板のコーナーで、前日のアンカーからのコメントを紹介。次の日のアンカーにコメントを送る。

## 出演者（レギュラー）

### アンカー（MC）
- 月曜：速水健朗（2015年4月6日 - 2017年3月27日）
- 火曜：佐々木俊尚 （2015年4月3日 - 2017年3月28日）
- 水曜：古市憲寿 （2015年4月1日 - 2017年3月29日）
- 木曜：三浦瑠麗（2015年4月2日 - 2017年3月30日）

### パートナー（アシスタント）
全員フジテレビアナウンサー（大村は当時）。
- 月曜：上中勇樹（2016年8月5日 - 2017年3月27日）
- 火曜：鈴木唯（2016年7月22日 - 2017年3月28日）
- 水曜：大村晟（2016年12月7日 - 2017年3月29日）
- 木曜：松村未央（2016年4月2日 - 2017年3月23日 ※30日は小澤陽子が代行。）

## 過去の情報

### きょうのピックアップテーマ
| 2017年の配信 | 2017年の配信                                                             | 2017年の配信   | 2017年の配信 | 2017年の配信 |
| 放送日       | テーマ                                                                   | ゲスト         | アンカー     | パートナー   |
| ------------ | ------------------------------------------------------------------------ | -------------- | ------------ | ------------ |
| 1月4日       | 1.「ポピュリズム」の台頭で世界はどう変わる？                             | 潮匡人         | 古市憲寿     | 大村晟       |
| 1月4日       | 1.「ポピュリズム」の台頭で世界はどう変わる？                             | 石澤靖治       | 古市憲寿     | 大村晟       |
| 1月4日       | 2.グローバル化でなぜ格差は拡大するのか                                   | 中津孝司       | 古市憲寿     | 大村晟       |
| 1月4日       | 2.グローバル化でなぜ格差は拡大するのか                                   | 開沼博         | 古市憲寿     | 大村晟       |
| 1月5日       | 1.解散、憲法改正、デフレ脱却…2017年の安倍政権                            | 鈴木哲夫       | 速水健朗     | 松村未央     |
| 1月5日       | 1.解散、憲法改正、デフレ脱却…2017年の安倍政権                            | 伊藤惇夫       | 速水健朗     | 松村未央     |
| 1月5日       | 2東京株式市場「大発会」2017年の株価、大幅上昇でスタート                  | 永濱利廣       | 速水健朗     | 松村未央     |
| 1月5日       | 2東京株式市場「大発会」2017年の株価、大幅上昇でスタート                  | 片山修         | 速水健朗     | 松村未央     |
| 1月9日       | 1.韓国・少女像問題で政府が4項目の対抗措置                                | 岩渕美克       | 速水健朗     | 上中勇樹     |
| 1月9日       | 1.韓国・少女像問題で政府が4項目の対抗措置                                | 朴一           | 速水健朗     | 上中勇樹     |
| 1月9日       | 2.トランプ氏、トヨタにメキシコ工場計画の撤回要求                         | 小笠原泰       | 速水健朗     | 上中勇樹     |
| 1月9日       | 2.トランプ氏、トヨタにメキシコ工場計画の撤回要求                         | 櫨浩一         | 速水健朗     | 上中勇樹     |
| 1月10日      | 1.成人式はなぜ荒れるのか？                                               | 原田曜平       | 佐々木俊尚   | 上中勇樹     |
| 1月10日      | 1.成人式はなぜ荒れるのか？                                               | 永田夏来       | 佐々木俊尚   | 上中勇樹     |
| 1月10日      | 2.進化続ける「AlphaGo」AIはまずまず身近に                                | 松原仁         | 佐々木俊尚   | 上中勇樹     |
| 1月10日      | 2.進化続ける「AlphaGo」AIはまずまず身近に                                | 岡田浩之       | 佐々木俊尚   | 上中勇樹     |
| 1月11日      | 1.政府「テロ等準備罪」今国会で成立目指す 野党は「大きな懸念」            | 弓仲忠昭       | 古市憲寿     | 大村晟       |
| 1月11日      | 1.政府「テロ等準備罪」今国会で成立目指す 野党は「大きな懸念」            | 浜辺陽一郎     | 古市憲寿     | 大村晟       |
| 1月11日      | 2.保育施設の定員 目標を下回る                                            | 保坂展人       | 古市憲寿     | 大村晟       |
| 1月11日      | 2.保育施設の定員 目標を下回る                                            | 脇貴志         | 古市憲寿     | 大村晟       |
| 1月12日      | 1.天皇陛下退位 2019年元日に皇太子さま即位 元号改める方向で検討           | 所功           | 三浦瑠麗     | 松村未央     |
| 1月12日      | 1.天皇陛下退位 2019年元日に皇太子さま即位 元号改める方向で検討           | 河西秀哉       | 三浦瑠麗     | 松村未央     |
| 1月12日      | 2.トランプ氏 大統領選後初の記者会見                                      | 中林美恵子     | 三浦瑠麗     | 松村未央     |
| 1月12日      | 2.トランプ氏 大統領選後初の記者会見                                      | 前嶋和弘       | 三浦瑠麗     | 松村未央     |
| 1月16日      | 1.小池都知事 千代田区長選と豊洲移転問題の行方は？                        | 室伏謙一       | 古市憲寿     | 上中勇樹     |
| 1月16日      | 1.小池都知事 千代田区長選と豊洲移転問題の行方は？                        | 岩渕美克       | 古市憲寿     | 上中勇樹     |
| 1月16日      | 2.閣僚から見るトランプ新政権                                             | 小原凡司       | 古市憲寿     | 上中勇樹     |
| 1月16日      | 2.閣僚から見るトランプ新政権                                             | 石澤靖治       | 古市憲寿     | 上中勇樹     |
| 1月17日      | 1.豊洲市場地下水モニタリング最終調査 小池都知事「想定超える数値」        | 大城聡         | 佐々木俊尚   | 鈴木唯       |
| 1月17日      | 1.豊洲市場地下水モニタリング最終調査 小池都知事「想定超える数値」        | 畑明郎         | 佐々木俊尚   | 鈴木唯       |
| 1月17日      | 2.総務省 スマホ端末安売りをさらに規制へ                                  | 三上洋         | 佐々木俊尚   | 鈴木唯       |
| 1月17日      | 2.総務省 スマホ端末安売りをさらに規制へ                                  | クロサカタツヤ | 佐々木俊尚   | 鈴木唯       |
| 1月18日      | 1.英・メイ首相 EU単一市場から離脱表明                                    | 小久保康之     | 三浦瑠麗     | 大村晟       |
| 1月18日      | 1.英・メイ首相 EU単一市場から離脱表明                                    | 小林恭子       | 三浦瑠麗     | 大村晟       |
| 1月18日      | 2.小池都知事 私立高校の実質無償化を表明                                  | 本山勝寛       | 三浦瑠麗     | 大村晟       |
| 1月18日      | 2.小池都知事 私立高校の実質無償化を表明                                  | 鈴木哲夫       | 三浦瑠麗     | 大村晟       |
| 1月19日      | 米・トランプ次期大統領 歴代最低支持率で就任式へ                          | 前嶋和弘       | 三浦瑠麗     | 松村未央     |
| 1月19日      | 米・トランプ次期大統領 歴代最低支持率で就任式へ                          | 富坂聰         | 三浦瑠麗     | 松村未央     |
| 1月19日      | 米・トランプ次期大統領 歴代最低支持率で就任式へ                          | 潮匡人         | 三浦瑠麗     | 松村未央     |
| 1月19日      | 米・トランプ次期大統領 歴代最低支持率で就任式へ                          | 永濱利廣       | 三浦瑠麗     | 松村未央     |
| 1月23日      | 1.トランプ新大統領就任                                                   | 石澤靖治       | 速水健朗     | 上中勇樹     |
| 1月23日      | 1.トランプ新大統領就任                                                   | 中岡望         | 速水健朗     | 上中勇樹     |
| 1月23日      | 2.東芝の米原発損失額7000億円規模に拡大の可能性 政投銀に金融支援を要請    | 牛島信         | 速水健朗     | 上中勇樹     |
| 1月23日      | 2.東芝の米原発損失額7000億円規模に拡大の可能性 政投銀に金融支援を要請    | 片山修         | 速水健朗     | 上中勇樹     |
| 1月24日      | 1.有識者会議の論点整理 退位「一代限り」の方向性示す                      | 渡邉みどり     | 佐々木俊尚   | 鈴木唯       |
| 1月24日      | 1.有識者会議の論点整理 退位「一代限り」の方向性示す                      | 河西秀哉       | 佐々木俊尚   | 鈴木唯       |
| 1月24日      | 2.文科省「天下り」組織的あっせんや隠ぺいも                               | 浜辺陽一郎     | 佐々木俊尚   | 鈴木唯       |
| 1月24日      | 2.文科省「天下り」組織的あっせんや隠ぺいも                               | 岩渕美克       | 佐々木俊尚   | 鈴木唯       |
| 1月25日      | 1.アパホテル 客室の書籍が中国で炎上 「撤去は考えていない」               | 中川淳一郎     | 古市憲寿     | 大村晟       |
| 1月25日      | 1.アパホテル 客室の書籍が中国で炎上 「撤去は考えていない」               | 玉井和博       | 古市憲寿     | 大村晟       |
| 1月25日      | 2.国産初のジェット旅客機「MRJ」5度目の納入延期を発表                     | 秀島一生       | 古市憲寿     | 大村晟       |
| 1月25日      | 2.国産初のジェット旅客機「MRJ」5度目の納入延期を発表                     | 松浦晋也       | 古市憲寿     | 大村晟       |
| 1月26日      | 1.米・トランプ大統領 TPPから「永久に離脱」する文書に署名                 | 川上高司       | 三浦瑠麗     | 松村未央     |
| 1月26日      | 1.米・トランプ大統領 TPPから「永久に離脱」する文書に署名                 | 小幡績         | 三浦瑠麗     | 松村未央     |
| 1月26日      | 2.キンコン西野氏 絵本『えんとつ町のプペル』無料公開で炎上                | 中川淳一郎     | 三浦瑠麗     | 松村未央     |
| 1月26日      | 2.キンコン西野氏 絵本『えんとつ町のプペル』無料公開で炎上                | クロサカタツヤ | 三浦瑠麗     | 松村未央     |
| 1月30日      | 1.初の小池予算 待機児童対策に重点 五輪や築地の懸案先送り                 | 鈴木哲夫       | 速水健朗     | 上中勇樹     |
| 1月30日      | 1.初の小池予算 待機児童対策に重点 五輪や築地の懸案先送り                 | 室伏謙一       | 速水健朗     | 上中勇樹     |
| 1月30日      | 2.大統領就任から10日”トランプショック”加速                               | 森信茂樹       | 速水健朗     | 上中勇樹     |
| 1月30日      | 2.大統領就任から10日”トランプショック”加速                               | 前嶋和弘       | 速水健朗     | 上中勇樹     |
| 1月31日      | 1.「入国審査の厳格化」大統領令 アメリカで混乱広がる                      | 飯塚正人       | 佐々木俊尚   | 鈴木唯       |
| 1月31日      | 1.「入国審査の厳格化」大統領令 アメリカで混乱広がる                      | 岸本裕紀子     | 佐々木俊尚   | 鈴木唯       |
| 1月31日      | 2.小学校の「欠席遅刻早退の連絡は必ずFAXで」に賛否の声                    | 小崎恭弘       | 佐々木俊尚   | 鈴木唯       |
| 1月31日      | 2.小学校の「欠席遅刻早退の連絡は必ずFAXで」に賛否の声                    | 中曽根陽子     | 佐々木俊尚   | 鈴木唯       |
| 2月1日       | 1.東京のタクシー初乗り410円開始 「ちょい乗り」需要増加期待               | 高橋洋一       | 古市憲寿     | 大村晟       |
| 2月1日       | 1.東京のタクシー初乗り410円開始 「ちょい乗り」需要増加期待               | 阿部等         | 古市憲寿     | 大村晟       |
| 2月1日       | 2.セブンイレブン カゼで休んだら 「ペナルティ」バイト代減額               | 嶋﨑量         | 古市憲寿     | 大村晟       |
| 2月1日       | 2.セブンイレブン カゼで休んだら 「ペナルティ」バイト代減額               | 新田龍         | 古市憲寿     | 大村晟       |
| 2月2日       | 1.米世論調査 入国禁止令「賛成」４９％「反対」４１％                      | 中岡望         | 三浦瑠麗     | 松村未央     |
| 2月2日       | 1.米世論調査 入国禁止令「賛成」４９％「反対」４１％                      | 前嶋和弘       | 三浦瑠麗     | 松村未央     |
| 2月2日       | 2.貸与型より基準厳しく 給付型奨学金創設                                  | 久米忠史       | 三浦瑠麗     | 松村未央     |
| 2月2日       | 2.貸与型より基準厳しく 給付型奨学金創設                                  | 小林雅之       | 三浦瑠麗     | 松村未央     |
| 2月6日       | 1.トランプ政権のキーマン マティス国防長官初来日                          | 潮匡人         | 速水健朗     | 上中勇樹     |
| 2月6日       | 1.トランプ政権のキーマン マティス国防長官初来日                          | 越智道雄       | 速水健朗     | 上中勇樹     |
| 2月6日       | 2.JASRAC 音楽教室からも著作権料 教室側は反発                             | 山口哲一       | 速水健朗     | 上中勇樹     |
| 2月6日       | 2.JASRAC 音楽教室からも著作権料 教室側は反発                             | 岡本健太郎     | 速水健朗     | 上中勇樹     |
| 2月7日       | 1.米・連邦高等裁判所 トランプ政権の上訴を棄却                            | 中岡望         | 佐々木俊尚   | 鈴木唯       |
| 2月7日       | 1.米・連邦高等裁判所 トランプ政権の上訴を棄却                            | 小笠原泰       | 佐々木俊尚   | 鈴木唯       |
| 2月7日       | 2.「犯罪歴」検索削除はプライバシー優先なら可能 最高裁が初判断            | 宮下紘         | 佐々木俊尚   | 鈴木唯       |
| 2月7日       | 2.「犯罪歴」検索削除はプライバシー優先なら可能 最高裁が初判断            | 大屋雄裕       | 佐々木俊尚   | 鈴木唯       |
| 2月8日       | 1.文科省天下りあっせん 歴代事務次官など幹部も体制認識                    | 高橋洋一       | 古市憲寿     | 大村晟       |
| 2月8日       | 1.文科省天下りあっせん 歴代事務次官など幹部も体制認識                    | 石川和男       | 古市憲寿     | 大村晟       |
| 2月8日       | 2.男性保育士に「女児のオムツ交換や着替えをさせないで」に賛否両論         | 駒崎弘樹       | 古市憲寿     | 大村晟       |
| 2月8日       | 2.男性保育士に「女児のオムツ交換や着替えをさせないで」に賛否両論         | 脇貴志         | 古市憲寿     | 大村晟       |
| 2月9日       | 1.日米首脳会談、焦点は？                                                 | 前嶋和弘       | 三浦瑠麗     | 松村未央     |
| 2月9日       | 1.日米首脳会談、焦点は？                                                 | 室伏謙一       | 三浦瑠麗     | 松村未央     |
| 2月9日       | 2.BPO 選挙報道は「量より質で公平性を」                                   | 音好宏         | 三浦瑠麗     | 松村未央     |
| 2月9日       | 2.BPO 選挙報道は「量より質で公平性を」                                   | 岩渕美克       | 三浦瑠麗     | 松村未央     |
| 2月13日      | 1.首脳会談 日米同盟と経済関係強化で一致                                  | 海野素央       | 速水健朗     | 上中勇樹     |
| 2月13日      | 1.首脳会談 日米同盟と経済関係強化で一致                                  | 川上高司       | 速水健朗     | 上中勇樹     |
| 2月13日      | 2.「生活保護なめんな」ジャンパー以外にも マグカップなどグッズ8点         | 大西連         | 速水健朗     | 上中勇樹     |
| 2月13日      | 2.「生活保護なめんな」ジャンパー以外にも マグカップなどグッズ8点         | 石川和男       | 速水健朗     | 上中勇樹     |
| 2月14日      | 1.北朝鮮「核弾頭搭載可能なミサイル発射実験に成功」と報道                 | 能勢伸之       | 古市憲寿     | 鈴木唯       |
| 2月14日      | 1.北朝鮮「核弾頭搭載可能なミサイル発射実験に成功」と報道                 | 志方俊之       | 古市憲寿     | 鈴木唯       |
| 2月14日      | 2.清水富美加さん「千眼美子」で宗教活動へ 教団は引退理由に『奴隷契約』    | 江川紹子       | 古市憲寿     | 鈴木唯       |
| 2月14日      | 2.清水富美加さん「千眼美子」で宗教活動へ 教団は引退理由に『奴隷契約』    | 中川淳一郎     | 古市憲寿     | 鈴木唯       |
| 2月15日      | 1.眼鏡万引き男を逮捕 防犯カメラ映像と酷似                                | 諸澤英道       | 古市憲寿     | 松村未央     |
| 2月15日      | 1.眼鏡万引き男を逮捕 防犯カメラ映像と酷似                                | 浜辺陽一郎     | 古市憲寿     | 松村未央     |
| 2月15日      | 2.上野千鶴子さん「みんなで貧しく」がネットで物議                         | 中川淳一郎     | 古市憲寿     | 松村未央     |
| 2月15日      | 2.上野千鶴子さん「みんなで貧しく」がネットで物議                         | 松谷明彦       | 古市憲寿     | 松村未央     |
| 2月16日      | 1.誰が？なぜ？金正男氏マレーシアで殺害                                   | 西岡力         | 三浦瑠麗     | 松村未央     |
| 2月16日      | 1.誰が？なぜ？金正男氏マレーシアで殺害                                   | 富坂聰         | 三浦瑠麗     | 松村未央     |
| 2月16日      | 2.トランプ氏側近 フリン大統領補佐官 早くも辞任                           | 前嶋和弘       | 三浦瑠麗     | 松村未央     |
| 2月16日      | 2.トランプ氏側近 フリン大統領補佐官 早くも辞任                           | 中津孝司       | 三浦瑠麗     | 松村未央     |
| 2月20日      | 1.「共謀罪」対象犯罪を676から半減し277に 3月にも閣議決定へ               | 弓仲忠昭       | 速水健朗     | 上中勇樹     |
| 2月20日      | 1.「共謀罪」対象犯罪を676から半減し277に 3月にも閣議決定へ               | 室伏謙一       | 速水健朗     | 上中勇樹     |
| 2月20日      | 2.「18歳未満の接客禁止」JKビジネス規制へ 東京都が初条例、罰則も          | 仁藤夢乃       | 速水健朗     | 上中勇樹     |
| 2月20日      | 2.「18歳未満の接客禁止」JKビジネス規制へ 東京都が初条例、罰則も          | 永田夏来       | 速水健朗     | 上中勇樹     |
| 2月21日      | 1.北朝鮮 米韓軍事演習を前に対決姿勢 中国は石炭輸入を年内停止             | 小原凡司       | 佐々木俊尚   | 鈴木唯       |
| 2月21日      | 1.北朝鮮 米韓軍事演習を前に対決姿勢 中国は石炭輸入を年内停止             | 中岡望         | 佐々木俊尚   | 鈴木唯       |
| 2月21日      | 2.豊洲問題「百条委員会」設置で一致                                       | 鈴木哲夫       | 佐々木俊尚   | 鈴木唯       |
| 2月21日      | 2.豊洲問題「百条委員会」設置で一致                                       | 岩渕美克       | 佐々木俊尚   | 鈴木唯       |
| 2月22日      | 1.東芝 半導体売却で1兆円以上調達へ 主導権手放す可能性も                  | 小幡績         | 古市憲寿     | 松村未央     |
| 2月22日      | 1.東芝 半導体売却で1兆円以上調達へ 主導権手放す可能性も                  | 池田健三郎     | 古市憲寿     | 松村未央     |
| 2月22日      | 2.「アスクル」倉庫火災 丸6日で鎮圧                                       | 関澤愛         | 古市憲寿     | 松村未央     |
| 2月22日      | 2.「アスクル」倉庫火災 丸6日で鎮圧                                       | 是松孝典       | 古市憲寿     | 松村未央     |
| 2月23日      | 1.「プレミアムフライデー」配慮で 新年度予算案の週内通過見送り            | 石川和男       | 三浦瑠麗     | 松村未央     |
| 2月23日      | 1.「プレミアムフライデー」配慮で 新年度予算案の週内通過見送り            | 城繁幸         | 三浦瑠麗     | 松村未央     |
| 2月23日      | 2.南スーダンPKOの日報に「戦闘」記述 民進は撤収を主張                     | 潮匡人         | 三浦瑠麗     | 松村未央     |
| 2月23日      | 2.南スーダンPKOの日報に「戦闘」記述 民進は撤収を主張                     | 室伏謙一       | 三浦瑠麗     | 松村未央     |
| 2月27日      | 1.釜山の慰安婦像 韓国外相が移転要請                                      | 朴一           | 速水健朗     | 上中勇樹     |
| 2月27日      | 1.釜山の慰安婦像 韓国外相が移転要請                                      | 美根慶樹       | 速水健朗     | 上中勇樹     |
| 2月27日      | 2.ヤマト労組 荷受抑制要求                                                | 片山修         | 速水健朗     | 上中勇樹     |
| 2月27日      | 2.ヤマト労組 荷受抑制要求                                                | クロサカタツヤ | 速水健朗     | 上中勇樹     |
| 2月28日      | 1.国有地「格安」売却で 安倍首相への追及続く                              | 吉富有治       | 佐々木俊尚   | 新美有加     |
| 2月28日      | 1.国有地「格安」売却で 安倍首相への追及続く                              | 上久保誠人     | 佐々木俊尚   | 新美有加     |
| 2月28日      | 2.トランプ政権のメディア攻撃激化 政権批判メディアを締め出し              | 川上高司       | 佐々木俊尚   | 新美有加     |
| 2月28日      | 2.トランプ政権のメディア攻撃激化 政権批判メディアを締め出し              | 砂川浩慶       | 佐々木俊尚   | 新美有加     |
| 3月1日       | 1.森友学園運営の幼稚園 運動会で「安保法制よかった、安倍首相がんばれ」    | おおたとしまさ | 古市憲寿     | 大村晟       |
| 3月1日       | 1.森友学園運営の幼稚園 運動会で「安保法制よかった、安倍首相がんばれ」    | 小崎恭弘       | 古市憲寿     | 大村晟       |
| 3月1日       | 2.災害援助受け入れ円滑化目指し 14府県がマニュアル策定                    | 開沼博         | 古市憲寿     | 大村晟       |
| 3月1日       | 2.災害援助受け入れ円滑化目指し 14府県がマニュアル策定                    | 山村武彦       | 古市憲寿     | 大村晟       |
| 3月2日       | 1.トランプ大統領 初の施政方針演説                                        | 石澤靖治       | 佐々木俊尚   | 松村未央     |
| 3月2日       | 1.トランプ大統領 初の施政方針演説                                        | 前嶋和弘       | 佐々木俊尚   | 松村未央     |
| 3月2日       | 2.悪質禁煙に過料30万円以下 受動喫煙防止の厚労省原案公表                  | 大和浩         | 佐々木俊尚   | 松村未央     |
| 3月2日       | 2.悪質禁煙に過料30万円以下 受動喫煙防止の厚労省原案公表                  | 石川和男       | 佐々木俊尚   | 松村未央     |
| 3月6日       | 1.石原氏「私一人の責任ではない」 豊洲移転で釈明、小池都知事批判も        | 室伏謙一       | 速水健朗     | 上中勇樹     |
| 3月6日       | 1.石原氏「私一人の責任ではない」 豊洲移転で釈明、小池都知事批判も        | 岩渕美克       | 速水健朗     | 上中勇樹     |
| 3月6日       | 2.森友学園 地方議員にも「口利き」を依頼                                  | 吉富有治       | 速水健朗     | 上中勇樹     |
| 3月6日       | 2.森友学園 地方議員にも「口利き」を依頼                                  | 上久保誠人     | 速水健朗     | 上中勇樹     |
| 3月7日       | 1.北朝鮮ミサイル4発発射 日本のEEZに3発落下                               | 能勢伸之       | 佐々木俊尚   | 鈴木唯       |
| 3月7日       | 1.北朝鮮ミサイル4発発射 日本のEEZに3発落下                               | 美根慶樹       | 佐々木俊尚   | 鈴木唯       |
| 3月7日       | 2.三越伊勢丹 業績悪化で 大西社長が任期途中で退任                         | 堀浩司         | 佐々木俊尚   | 鈴木唯       |
| 3月7日       | 2.三越伊勢丹 業績悪化で 大西社長が任期途中で退任                         | 広木隆         | 佐々木俊尚   | 鈴木唯       |
| 3月8日       | 1.ヤマト運輸 宅配便料金の全面値上げ検討 Amazonとも交渉                   | 永濱利廣       | 古市憲寿     | 大村晟       |
| 3月8日       | 1.ヤマト運輸 宅配便料金の全面値上げ検討 Amazonとも交渉                   | 新田龍         | 古市憲寿     | 大村晟       |
| 3月8日       | 2.性犯罪厳罰化を閣議決定 明治以来の大幅改正                              | 山田秀雄       | 古市憲寿     | 大村晟       |
| 3月8日       | 2.性犯罪厳罰化を閣議決定 明治以来の大幅改正                              | 佐藤香         | 古市憲寿     | 大村晟       |
| 3月9日       | 1.石原元都知事“豊洲”会見の内容を訂正 小池都知事には法的措置検討          | 鈴木哲夫       | 三浦瑠麗     | 松村未央     |
| 3月9日       | 1.石原元都知事“豊洲”会見の内容を訂正 小池都知事には法的措置検討          | 青山佾         | 三浦瑠麗     | 松村未央     |
| 3月9日       | 2.トランプ大統領 オバマケア撤廃へ本腰                                    | 山岸敏和       | 三浦瑠麗     | 松村未央     |
| 3月9日       | 2.トランプ大統領 オバマケア撤廃へ本腰                                    | 川上高司       | 三浦瑠麗     | 松村未央     |
| 3月13日      | 1.籠池理事長退任“口利き”は否定                                           | 吉富有治       | 速水健朗     | 上中勇樹     |
| 3月13日      | 1.籠池理事長退任“口利き”は否定                                           | 岩渕美克       | 速水健朗     | 上中勇樹     |
| 3月13日      | 2.南スーダンPKO5月で活動終了 撤収へ                                      | 潮匡人         | 速水健朗     | 上中勇樹     |
| 3月13日      | 2.南スーダンPKO5月で活動終了 撤収へ                                      | 室伏謙一       | 速水健朗     | 上中勇樹     |
| 3月14日      | 1.サウジ国王来日 安倍首相と会談                                          | 佐々木伸       | 佐々木俊尚   | 鈴木唯       |
| 3月14日      | 1.サウジ国王来日 安倍首相と会談                                          | 上久保誠人     | 佐々木俊尚   | 鈴木唯       |
| 3月14日      | 2.DeNA 74万件で著作権侵害の疑い                                          | 福井健策       | 佐々木俊尚   | 鈴木唯       |
| 3月14日      | 2.DeNA 74万件で著作権侵害の疑い                                          | 三上洋         | 佐々木俊尚   | 鈴木唯       |
| 3月15日      | 1.東芝が決算報告を再延期                                                 | 片山修         | 古市憲寿     | 大村晟       |
| 3月15日      | 1.東芝が決算報告を再延期                                                 | 高橋洋一       | 古市憲寿     | 大村晟       |
| 3月15日      | 2.東京MXテレビ「ニュース女子」問題 制作会社が検証番組                    | 水島宏明       | 古市憲寿     | 大村晟       |
| 3月15日      | 2.東京MXテレビ「ニュース女子」問題 制作会社が検証番組                    | 前泊博盛       | 古市憲寿     | 大村晟       |
| 3月16日      | 天皇陛下退位は特例法で 「一代限り」衆参で取りまとめ                      | 河西秀哉       | 三浦瑠麗     | 松村未央     |
| 3月16日      | 天皇陛下退位は特例法で 「一代限り」衆参で取りまとめ                      | 小田部雄次     | 三浦瑠麗     | 松村未央     |
| 3月16日      | EX.高村正彦自民党副総裁生出演                                            | 高村正彦       | 三浦瑠麗     | 松村未央     |
| 3月20日      | 1.「豊洲移転決めた責任は認める」 百条委で石原元都知事証言                | 岩渕美克       | 古市憲寿     | 上中勇樹     |
| 3月20日      | 1.「豊洲移転決めた責任は認める」 百条委で石原元都知事証言                | 室伏謙一       | 古市憲寿     | 上中勇樹     |
| 3月20日      | 2.“森友学園問題” 安倍首相100万円寄付 「あり得ない話」                    | 吉富有治       | 古市憲寿     | 上中勇樹     |
| 3月20日      | 2.“森友学園問題” 安倍首相100万円寄付 「あり得ない話」                    | 上久保誠人     | 古市憲寿     | 上中勇樹     |
| 3月21日      | 1.ヤマト運輸労使が合意 時間帯指定サービスの見直しや繁忙期の総量抑制      | 山田修         | 佐々木俊尚   | 鈴木唯       |
| 3月21日      | 1.ヤマト運輸労使が合意 時間帯指定サービスの見直しや繁忙期の総量抑制      | 城繁幸         | 佐々木俊尚   | 鈴木唯       |
| 3月21日      | 2.キュレーションメディアについてDeNA第三者委員会報告書でわかったこと     | クロサカタツヤ | 佐々木俊尚   | 鈴木唯       |
| 3月21日      | 2.キュレーションメディアについてDeNA第三者委員会報告書でわかったこと     | 中川淳一郎     | 佐々木俊尚   | 鈴木唯       |
| 3月22日      | 1.朴前大統領14時間聴取 容疑を全面否認                                    | 朴一           | 速水健朗     | 大村晟       |
| 3月22日      | 1.朴前大統領14時間聴取 容疑を全面否認                                    | 美根慶樹       | 速水健朗     | 大村晟       |
| 3月22日      | 2.三越千葉店が33年の歴史に幕 地方や郊外の百貨店閉店相次ぐ                | 片山修         | 速水健朗     | 大村晟       |
| 3月22日      | 2.三越千葉店が33年の歴史に幕 地方や郊外の百貨店閉店相次ぐ                | 松谷明彦       | 速水健朗     | 大村晟       |
| 3月23日      | 1.森友学園 籠池理事長証人喚問                                            | 吉富有治       | 三浦瑠麗     | 松村未央     |
| 3月23日      | 1.森友学園 籠池理事長証人喚問                                            | 高橋洋一       | 三浦瑠麗     | 松村未央     |
| 3月23日      | 2.トランプ氏予算案概要提出、国防強化 科学・芸術・環境向け大きく削減      | 前嶋和弘       | 三浦瑠麗     | 松村未央     |
| 3月23日      | 2.トランプ氏予算案概要提出、国防強化 科学・芸術・環境向け大きく削減      | 川上高司       | 三浦瑠麗     | 松村未央     |
| 3月27日      | 1.「テロ等準備罪」法案を閣議決定 政府、今国会で成立目指す                | 山口真由       | 速水健朗     | 上中勇樹     |
| 3月27日      | 1.「テロ等準備罪」法案を閣議決定 政府、今国会で成立目指す                | 福田充         | 速水健朗     | 上中勇樹     |
| 3月27日      | 2.安倍昭恵夫人の喚問めぐり与野党で攻防                                   | 上久保誠人     | 速水健朗     | 上中勇樹     |
| 3月27日      | 2.安倍昭恵夫人の喚問めぐり与野党で攻防                                   | 岩渕美克       | 速水健朗     | 上中勇樹     |
| 3月28日      | 1.韓国・朴槿恵前大統領の逮捕状を請求                                     | 小此木政夫     | 佐々木俊尚   | 鈴木唯       |
| 3月28日      | 1.韓国・朴槿恵前大統領の逮捕状を請求                                     | 朴一           | 佐々木俊尚   | 鈴木唯       |
| 3月28日      | 2.オバマケア代替法案撤回 トランプ政権に大打撃                            | 中岡望         | 佐々木俊尚   | 鈴木唯       |
| 3月28日      | 2.オバマケア代替法案撤回 トランプ政権に大打撃                            | 山岸敏和       | 佐々木俊尚   | 鈴木唯       |
| 3月29日      | 1.2025年大阪万博誘致委員会が旗揚げ                                       | 吉富有治       | 古市憲寿     | 大村晟       |
| 3月29日      | 1.2025年大阪万博誘致委員会が旗揚げ                                       | 堀浩司         | 古市憲寿     | 大村晟       |
| 3月29日      | 2.旅行代理店「てるみくらぶ」破産 9万人に影響も                           | 千葉千枝子     | 古市憲寿     | 大村晟       |
| 3月29日      | 2.旅行代理店「てるみくらぶ」破産 9万人に影響も                           | 浜辺陽一郎     | 古市憲寿     | 大村晟       |
| 3月30日      | 1.東芝 株主総会で半導体事業分社化を承認 赤字は1兆円に                    | 小笠原泰       | 三浦瑠麗     | 小澤陽子     |
| 3月30日      | 1.東芝 株主総会で半導体事業分社化を承認 赤字は1兆円に                    | 片山修         | 三浦瑠麗     | 小澤陽子     |
| 3月30日      | 2.「働き過ぎ」初の法規制 働き方改革の実行計画まとまる                    | 石川和男       | 三浦瑠麗     | 小澤陽子     |
| 3月30日      | 2.「働き過ぎ」初の法規制 働き方改革の実行計画まとまる                    | 白河桃子       | 三浦瑠麗     | 小澤陽子     |
| 4月3日       | 朴槿恵前大統領を逮捕 拘置所に収容 韓国検察                               | 朴一           | 速水健朗     | 久下真以子   |
| 4月3日       | 朴槿恵前大統領を逮捕 拘置所に収容 韓国検察                               | 美根慶樹       | 速水健朗     | 久下真以子   |
| 4月4日       | 米中首脳会談を前に圧力 不公正貿易是正へ大統領令                          | 中岡望         | 佐々木俊尚   | 鈴木唯       |
| 4月4日       | 米中首脳会談を前に圧力 不公正貿易是正へ大統領令                          | 徐向東         | 佐々木俊尚   | 鈴木唯       |
| 4月5日       | ロシア地下鉄爆発 テロとして捜査続く                                      | 能勢伸之       | 古市憲寿     | 鈴木理香子   |
| 4月5日       | ロシア地下鉄爆発 テロとして捜査続く                                      | 袴田茂樹       | 古市憲寿     | 鈴木理香子   |
| 4月5日       | ロシア地下鉄爆発 テロとして捜査続く                                      | 福田充         | 古市憲寿     | 鈴木理香子   |
| 4月6日       | 米中首脳会談                                                             | 川上高司       | 三浦瑠麗     | 松村未央     |
| 4月6日       | 米中首脳会談                                                             | 富坂聰         | 三浦瑠麗     | 松村未央     |
| 4月10日      | 米中首脳会談の最中 米軍がシリアに巡航ミサイル攻撃                        | 中岡望         | 速水健朗     | 久下真以子   |
| 4月10日      | 米中首脳会談の最中 米軍がシリアに巡航ミサイル攻撃                        | 佐々木伸       | 速水健朗     | 久下真以子   |
| 4月11日      | EX.浅田真央引退 盟友語る真相                                             | 小塚崇彦       | 佐々木俊尚   | 鈴木唯       |
| 4月11日      | 民進党の長島氏離党                                                       | 上久保誠人     | 佐々木俊尚   | 鈴木唯       |
| 4月11日      | 民進党の長島氏離党                                                       | 室伏謙一       | 佐々木俊尚   | 鈴木唯       |
| 4月12日      | 東芝 監査法人“お墨付きなし”決算発表 半導体事業は海外企業が争奪戦         | 片山修         | 古市憲寿     | 鈴木理香子   |
| 4月12日      | 東芝 監査法人“お墨付きなし”決算発表 半導体事業は海外企業が争奪戦         | 堀浩司         | 古市憲寿     | 鈴木理香子   |
| 4月13日      | EX.熊本地震から1年 テレビでは語られていないこと                          | なべっち       | 三浦瑠麗     | 松村未央     |
| 4月13日      | 民進党・細野氏に聞く 憲法改正と民進党の今後                              | 細野豪志       | 三浦瑠麗     | 松村未央     |
| 4月17日      | EX.千葉・女児遺体遺棄 保護者会 会長の男を逮捕                            | 小崎泰弘       | 速水健朗     | 久下真以子   |
| 4月17日      | 北朝鮮 弾道ミサイル発射も失敗                                            | 能勢伸之       | 速水健朗     | 久下真以子   |
| 4月17日      | 北朝鮮 弾道ミサイル発射も失敗                                            | 美根慶樹       | 速水健朗     | 久下真以子   |
| 4月18日      | 「がんは学芸員」 山本地方創生相の発言に批判相次ぐ                        | 玉井和博       | 佐々木俊尚   | 鈴木唯       |
| 4月18日      | 「がんは学芸員」 山本地方創生相の発言に批判相次ぐ                        | 中川淳一郎     | 佐々木俊尚   | 鈴木唯       |
| 4月19日      | 日米経済対話 ペンス副大統領2国間の通商交渉の可能性を示唆                 | 川上高司       | 速水健朗     | 鈴木理香子   |
| 4月19日      | 日米経済対話 ペンス副大統領2国間の通商交渉の可能性を示唆                 | 小笠原泰       | 速水健朗     | 鈴木理香子   |
| 4月20日      | 南スーダンＰＫＯ部隊帰国                                                 | 潮匡人         | 三浦瑠麗     | 松村未央     |
| 4月20日      | 南スーダンＰＫＯ部隊帰国                                                 | 上久保誠人     | 三浦瑠麗     | 松村未央     |
| 4月24日      | フランス大統領選 マクロンVSルペン 決選投票へ                             | 渡邊啓貴       | 速水健朗     | 久下真以子   |
| 4月24日      | フランス大統領選 マクロンVSルペン 決選投票へ                             | 藤巻秀樹       | 速水健朗     | 久下真以子   |
| 4月25日      | 北朝鮮の軍創建85年を前に日米首脳電話会談                                 | 西岡力         | 佐々木俊尚   | 鈴木唯       |
| 4月25日      | 北朝鮮の軍創建85年を前に日米首脳電話会談                                 | 上久保誠人     | 佐々木俊尚   | 鈴木唯       |
| 4月26日      | EX.今村復興相「失言」で辞任へ                                            | 西垣壮一郎     | 古市憲寿     | 鈴木理香子   |
| 4月26日      | 「メルカリ」に現金出品相次ぎ売買禁止に                                   | 紀藤正樹       | 古市憲寿     | 鈴木理香子   |
| 4月26日      | 「メルカリ」に現金出品相次ぎ売買禁止に                                   | 本田雅一       | 古市憲寿     | 鈴木理香子   |
| 4月27日      | 緊迫の北朝鮮情勢 米国が進む道、日本がとるべき道                          | 前嶋和弘       | 三浦瑠麗     | 松村未央     |
| 4月27日      | 緊迫の北朝鮮情勢 米国が進む道、日本がとるべき道                          | 潮匡人         | 三浦瑠麗     | 松村未央     |
| 5月1日       | 日露・日英首脳会談 その成果は？                                          | 袴田茂樹       | 速水健朗     | 久下真以子   |
| 5月1日       | 日露・日英首脳会談 その成果は？                                          | 小久保康之     | 速水健朗     | 久下真以子   |
| 5月2日       | 海自初の「米艦防護」 安保法新任務が本格化                                | 岩渕美克       | 佐々木俊尚   | 鈴木唯       |
| 5月2日       | 海自初の「米艦防護」 安保法新任務が本格化                                | 小原凡司       | 佐々木俊尚   | 鈴木唯       |
| 5月3日       | エイベックス 数億円の未払い残業代（支払いへ）                            | 山口哲一       | 古市憲寿     | 鈴木理香子   |
| 5月3日       | エイベックス 数億円の未払い残業代（支払いへ）                            | 新田龍         | 古市憲寿     | 鈴木理香子   |
| 5月8日       | マクロン大統領誕生 フランスの行方は？                                    | 小久保康之     | 速水健朗     | 久下真以子   |
| 5月8日       | マクロン大統領誕生 フランスの行方は？                                    | 藤巻秀樹       | 速水健朗     | 久下真以子   |
| 5月9日       | 国有地売却・任命責任・テロ等準備罪・憲法改正 集中審議始まる              | 上久保誠人     | 佐々木俊尚   | 鈴木唯       |
| 5月9日       | 国有地売却・任命責任・テロ等準備罪・憲法改正 集中審議始まる              | 室伏謙一       | 佐々木俊尚   | 鈴木唯       |
| 5月10日      | EX.危険ドラッグの対価にビットコイン 少年ら逮捕・起訴                     | 大石哲之       | 古市憲寿     | 鈴木理香子   |
| 5月10日      | 韓国大統領選 文在寅(ムンジェイン)氏圧勝 一方で米朝は非公式協議           | 西野純也       | 古市憲寿     | 鈴木理香子   |
| 5月10日      | 韓国大統領選 文在寅(ムンジェイン)氏圧勝 一方で米朝は非公式協議           | 西岡力         | 古市憲寿     | 鈴木理香子   |
| 5月11日      | 「9条に自衛隊を明記」安倍首相 自民改憲案提出を目指す                     | 西原博史       | 三浦瑠麗     | 松村未央     |
| 5月11日      | 「9条に自衛隊を明記」安倍首相 自民改憲案提出を目指す                     | 八木秀次       | 三浦瑠麗     | 松村未央     |
| 5月15日      | EX.北朝鮮の新型ミサイル発射映像公開                                      | 能勢伸之       | 速水健朗     | 久下真以子   |
| 5月15日      | 小池知事が表明 五輪仮設費 東京都が全額負担                               | 高樹ミナ       | 速水健朗     | 久下真以子   |
| 5月15日      | 小池知事が表明 五輪仮設費 東京都が全額負担                               | 岩渕美克       | 速水健朗     | 久下真以子   |
| 5月16日      | 世界各地で大規模サイバー攻撃 被害は少なくとも150カ国・20万件以上         | 三上洋         | 佐々木俊尚   | 新美有加     |
| 5月16日      | 世界各地で大規模サイバー攻撃 被害は少なくとも150カ国・20万件以上         | 染谷征良       | 佐々木俊尚   | 新美有加     |
| 5月17日      | EX.眞子さま 大学の同級生とご婚約へ                                       | 宮崎千歳       | 古市憲寿     | 鈴木理香子   |
| 5月17日      | 痴漢疑われ線路に逃走 初の死者も…                                         | 梅原淳         | 古市憲寿     | 鈴木理香子   |
| 5月17日      | 痴漢疑われ線路に逃走 初の死者も…                                         | 碓井真史       | 古市憲寿     | 鈴木理香子   |
| 5月18日      | 「テロ等準備罪」法案採決へ 金田法相不信任案は否決                        | 弓仲忠昭       | 三浦瑠麗     | 松村未央     |
| 5月18日      | 「テロ等準備罪」法案採決へ 金田法相不信任案は否決                        | 板橋功         | 三浦瑠麗     | 松村未央     |
| 5月22日      | EX.北朝鮮またミサイル発射きょう映像公開                                  | 能勢伸之       | 速水健朗     | 久下真以子   |
| 5月22日      | 加計学園問題 「安倍首相の意向」はあったのか？                            | 吉富有治       | 速水健朗     | 久下真以子   |
| 5月22日      | 加計学園問題 「安倍首相の意向」はあったのか？                            | 高橋洋一       | 速水健朗     | 久下真以子   |
| 5月23日      | トランプ大統領初外遊 中東・欧州歴訪                                      | 臼杵陽         | 佐々木俊尚   | 新美有加     |
| 5月23日      | トランプ大統領初外遊 中東・欧州歴訪                                      | 石澤靖治       | 佐々木俊尚   | 新美有加     |
| 5月24日      | 英コンサート会場でテロ 22人死亡                                          | 福田充         | 古市憲寿     | 鈴木理香子   |
| 5月24日      | 英コンサート会場でテロ 22人死亡                                          | 小林恭子       | 古市憲寿     | 鈴木理香子   |
| 5月25日      | テロとはなにか〜英コンサート爆破と共謀罪から考える〜                     | 板橋功         | 三浦瑠麗     | 松村未央     |
| 5月25日      | テロとはなにか〜英コンサート爆破と共謀罪から考える〜                     | 佐々木伸       | 三浦瑠麗     | 松村未央     |
| 5月29日      | EX.北朝鮮またミサイル発射日本のEEZ内に落下                               | 能勢伸之       | 速水健朗     | 久下真以子   |
| 5月29日      | 前川前次官会見巡り与野党が攻防 加計学園問題                              | 上久保誠人     | 速水健朗     | 久下真以子   |
| 5月29日      | 前川前次官会見巡り与野党が攻防 加計学園問題                              | 石川和男       | 速水健朗     | 久下真以子   |
| 5月30日      | 北朝鮮３週続けてのミサイル発射                                           | 香田洋二       | 佐々木俊尚   | 鈴木唯       |
| 5月30日      | 北朝鮮３週続けてのミサイル発射                                           | 川上高司       | 佐々木俊尚   | 鈴木唯       |
| 5月31日      | 小池知事「都民ファーストの会」代表就任へ                                 | 鈴木哲夫       | 古市憲寿     | 鈴木理香子   |
| 5月31日      | 小池知事「都民ファーストの会」代表就任へ                                 | 岩渕美克       | 古市憲寿     | 鈴木理香子   |
| 6月1日       | “ロシアゲート”疑惑 米露で何が起きているのか？                            | 前嶋和弘       | 三浦瑠麗     | 松村未央     |
| 6月1日       | “ロシアゲート”疑惑 米露で何が起きているのか？                            | 袴田茂樹       | 三浦瑠麗     | 松村未央     |
| 6月5日       | 金塊関連の事件相次ぐ                                                     | 今西憲之       | 速水健朗     | 久下真以子   |
| 6月5日       | 金塊関連の事件相次ぐ                                                     | 堀浩司         | 速水健朗     | 久下真以子   |
| 6月6日       | イギリスに再びテロの衝撃 ロンドンで７人死亡４８人負傷                    | 佐々木伸       | 佐々木俊尚   | 鈴木唯       |
| 6月6日       | イギリスに再びテロの衝撃 ロンドンで７人死亡４８人負傷                    | 小久保康之     | 佐々木俊尚   | 鈴木唯       |
| 6月7日       | EX.渋谷暴動大坂容疑者 本人特定の決め手最新の科学捜査技術                 | 平松秀敏       | 古市憲寿     | 鈴木理香子   |
| 6月7日       | 「加計学園問題」はどう決着する？                                         | 高橋洋一       | 古市憲寿     | 鈴木理香子   |
| 6月7日       | 「加計学園問題」はどう決着する？                                         | 岩渕美克       | 古市憲寿     | 鈴木理香子   |
| 6月8日       | 「元ＴＢＳ記者性的暴行」女性の訴えが国会で議論                           | 永田夏来       | 三浦瑠麗     | 松村未央     |
| 6月8日       | 「元ＴＢＳ記者性的暴行」女性の訴えが国会で議論                           | 室伏謙一       | 三浦瑠麗     | 松村未央     |
| 6月12日      | 中東７カ国がカタールと国交断絶 イランでは多発テロ                        | 飯塚正人       | 速水健朗     | 久下真以子   |
| 6月12日      | 中東７カ国がカタールと国交断絶 イランでは多発テロ                        | 臼杵陽         | 速水健朗     | 久下真以子   |
| 6月13日      | 観光バスと車が正面衝突 なぜ「車が宙」に?                                 | 加藤博和       | 佐々木俊尚   | 鈴木唯       |
| 6月13日      | 観光バスと車が正面衝突 なぜ「車が宙」に?                                 | 清水草一       | 佐々木俊尚   | 鈴木唯       |
| 6月14日      | EX.ロンドン高層マンションで大規模火災                                    | 佐野純         | 古市憲寿     | 鈴木理香子   |
| 6月14日      | 小池都知事「豊洲移転を軸に検討」                                         | 大城聡         | 古市憲寿     | 鈴木理香子   |
| 6月14日      | 小池都知事「豊洲移転を軸に検討」                                         | 岩渕美克       | 古市憲寿     | 鈴木理香子   |
| 6月15日      | 文科省内部告発者「国家公務員法」に抵触？加計学園問題                     | 浜辺陽一郎     | 三浦瑠麗     | 松村未央     |
| 6月15日      | 文科省内部告発者「国家公務員法」に抵触？加計学園問題                     | 田島泰彦       | 三浦瑠麗     | 松村未央     |
| 6月19日      | 「加計学園問題」で集中審議 安倍首相「反省の弁」                          | 伊藤惇夫       | 速水健朗     | 久下真以子   |
| 6月19日      | 「加計学園問題」で集中審議 安倍首相「反省の弁」                          | 山口真由       | 速水健朗     | 久下真以子   |
| 6月20日      | EX.『豊洲へ移転 築地は再開発』小池知事が表明                             | 大野公紀       | 佐々木俊尚   | 海老原優香   |
| 6月20日      | 安倍内閣支持率が急落                                                     | 高橋洋一       | 佐々木俊尚   | 海老原優香   |
| 6月20日      | 安倍内閣支持率が急落                                                     | 上久保誠人     | 佐々木俊尚   | 海老原優香   |
| 6月21日      | 市場移転問題で小池知事「築地は守る、豊洲は生かす」                       | 大城聡         | 古市憲寿     | 鈴木理香子   |
| 6月21日      | 市場移転問題で小池知事「築地は守る、豊洲は生かす」                       | 岩渕美克       | 古市憲寿     | 鈴木理香子   |
| 6月22日      | 東芝 半導体子会社売却先「日米韓連合」と優先交渉                          | 片山修         | 三浦瑠麗     | 松村未央     |
| 6月22日      | 東芝 半導体子会社売却先「日米韓連合」と優先交渉                          | 小笠原泰       | 三浦瑠麗     | 松村未央     |
| 6月26日      | 自民党「２回生」豊田真由子議員が秘書に暴言・暴行で離党届                 | 高橋洋一       | 速水健朗     | 久下真以子   |
| 6月26日      | 自民党「２回生」豊田真由子議員が秘書に暴言・暴行で離党届                 | 石川和男       | 速水健朗     | 久下真以子   |
| 6月27日      | 乳がんで闘病 小林麻央さん(34)死去                                        | 中川淳一郎     | 佐々木俊尚   | 新美有加     |
| 6月27日      | 乳がんで闘病 小林麻央さん(34)死去                                        | 碓井広義       | 佐々木俊尚   | 新美有加     |
| 6月28日      | タカタ経営破綻「安全」の責任は？                                         | 渡辺敏史       | 古市憲寿     | 鈴木理香子   |
| 6月28日      | タカタ経営破綻「安全」の責任は？                                         | 堀浩司         | 古市憲寿     | 鈴木理香子   |
| 6月29日      | 稲田防衛相「防衛省、自衛隊としてもお願い」                               | 潮匡人         | 三浦瑠麗     | 新美有加     |
| 6月29日      | 稲田防衛相「防衛省、自衛隊としてもお願い」                               | 上久保誠人     | 三浦瑠麗     | 新美有加     |
| 7月3日       | 都議選「小池勢力」で過半数 自民、過去最低議席に                          | 青山やすし     | 速水健朗     | 久下真以子   |
| 7月3日       | 都議選「小池勢力」で過半数 自民、過去最低議席に                          | 高橋亮平       | 速水健朗     | 久下真以子   |
| 7月4日       | EX.北朝鮮「ICBM発射実験成功」と発表                                      | 能勢伸之       | 佐々木俊尚   | 海老原優香   |
| 7月4日       | 「歩けない人は乗れない」 車いすから降り自力でタラップ上る 航空会社が謝罪 | 結城康博       | 佐々木俊尚   | 海老原優香   |
| 7月4日       | 「歩けない人は乗れない」 車いすから降り自力でタラップ上る 航空会社が謝罪 | 戸崎肇         | 佐々木俊尚   | 海老原優香   |
| 7月5日       | 北朝鮮がICBM発射成功と発表                                               | 川上高司       | 古市憲寿     | 鈴木理香子   |
| 7月5日       | 北朝鮮がICBM発射成功と発表                                               | 美根慶樹       | 古市憲寿     | 鈴木理香子   |
| 7月6日       | 「こんな人たちに負けるわかにはいかない」安倍首相 ヤジに対して発言        | 岩渕美克       | 三浦瑠麗     | 松村未央     |
| 7月6日       | 「こんな人たちに負けるわかにはいかない」安倍首相 ヤジに対して発言        | 上久保誠人     | 三浦瑠麗     | 松村未央     |
| 7月10日      | Ｇ２０閉幕 北朝鮮への対応は？各国の思惑は？                              | 小久保康之     | 速水健朗     | 久下真以子   |
| 7月10日      | Ｇ２０閉幕 北朝鮮への対応は？各国の思惑は？                              | 前嶋和弘       | 速水健朗     | 久下真以子   |
| 7月11日      | 東京・大井ふ頭で「ヒアリ」新たに１００匹超                               | 辻和希         | 佐々木俊尚   | 新美有加     |
| 7月11日      | 東京・大井ふ頭で「ヒアリ」新たに１００匹超                               | 勝田吉彰       | 佐々木俊尚   | 新美有加     |
| 7月12日      | モスル奪還 イラク首相が「勝利宣言」                                      | 佐々木伸       | 古市憲寿     | 鈴木理香子   |
| 7月12日      | モスル奪還 イラク首相が「勝利宣言」                                      | 臼杵陽         | 古市憲寿     | 鈴木理香子   |
| 7月13日      | 「ロシアゲート」 トランプ大統領の長男が疑惑のメール公開                  | 前嶋和弘       | 三浦瑠麗     | 松村未央     |
| 7月13日      | 「ロシアゲート」 トランプ大統領の長男が疑惑のメール公開                  | 袴田茂樹       | 三浦瑠麗     | 松村未央     |
| 7月17日      | 獄中で平和賞 劉暁波氏死去                                                | 福島香織       | 古市憲寿     | 久下真以子   |
| 7月17日      | 獄中で平和賞 劉暁波氏死去                                                | 富坂聰         | 古市憲寿     | 久下真以子   |
| 7月18日      | 民進党・蓮舫代表「二重国籍」解消の資料公開                               | 上久保誠人     | 佐々木俊尚   | 海老原優香   |
| 7月18日      | 民進党・蓮舫代表「二重国籍」解消の資料公開                               | 岩渕美克       | 佐々木俊尚   | 海老原優香   |
| 7月19日      | 「第157回 芥川賞・直木賞」の選考会                                       | 倉本さおり     | 速水健朗     | 鈴木理香子   |
| 7月20日      | 政府が「2020年度までにプライマリーバランスを黒字化」目標を先送り検討へ   | 池田健三郎     | 三浦瑠麗     | 松村未央     |
| 7月20日      | 政府が「2020年度までにプライマリーバランスを黒字化」目標を先送り検討へ   | 室伏謙一       | 三浦瑠麗     | 松村未央     |
| 7月24日      | 加計学園問題 安倍首相 衆参両院の閉会中審査に出席                         | 岩渕美克       | 速水健朗     | 鈴木理香子   |
| 7月24日      | 加計学園問題 安倍首相 衆参両院の閉会中審査に出席                         | 室伏謙一       | 速水健朗     | 鈴木理香子   |
| 7月25日      | 「日報問題」で稲田防衛相の罷免否定 安倍首相「稲田氏の下で再発防止」      | 上久保誠人     | 佐々木俊尚   | 新美有加     |
| 7月25日      | 「日報問題」で稲田防衛相の罷免否定 安倍首相「稲田氏の下で再発防止」      | 潮匡人         | 佐々木俊尚   | 新美有加     |
| 7月26日      | 「文学部は何の役に立つ？」大学の文学部長が卒業生に語った思い             | 碓井広義       | 古市憲寿     | 鈴木理香子   |
| 7月26日      | 「文学部は何の役に立つ？」大学の文学部長が卒業生に語った思い             | 山田昌弘       | 古市憲寿     | 鈴木理香子   |
| 7月27日      | トランプ大統領 セッションズ司法長官解任を検討か                          | 前嶋和弘       | 三浦瑠麗     | 松村未央     |
| 7月27日      | トランプ大統領 セッションズ司法長官解任を検討か                          | 中岡望         | 三浦瑠麗     | 松村未央     |
| 7月31日      | EX.北朝鮮ミサイル発射映像公開 金委員長「アメリカ全土が射程圏内」         | 能勢伸之       | 速水健朗     | 久下真以子   |
| 7月31日      | 「責任を痛感」稲田防衛相“日報問題”受け電撃辞任                           | 上久保誠人     | 速水健朗     | 久下真以子   |
| 7月31日      | 「責任を痛感」稲田防衛相“日報問題”受け電撃辞任                           | 小原凡司       | 速水健朗     | 久下真以子   |
| 8月1日       | 宮城県のネットCMが「性的表現を連想」                                     | 中川淳一郎     | 佐々木俊尚   | 新美有加     |
| 8月2日       | トランプ大統領 広報部長を就任１０日で解任                                | 前嶋和弘       | 古市憲寿     | 鈴木理香子   |
| 8月2日       | トランプ大統領 広報部長を就任１０日で解任                                | 小笠原泰       | 古市憲寿     | 鈴木理香子   |
| 8月3日       | 第３次安倍再々改造内閣発足 顔ぶれは？                                    | 岩渕美克       | 三浦瑠麗     | 松村未央     |
| 8月3日       | 第３次安倍再々改造内閣発足 顔ぶれは？                                    | 潮匡人         | 三浦瑠麗     | 松村未央     |
| 8月7日       | 「トヨタ・マツダ」EV開発に向け資本提携                                   | 渡辺敏史       | 速水健朗     | 久下真以子   |
| 8月7日       | 「トヨタ・マツダ」EV開発に向け資本提携                                   | 堀浩司         | 速水健朗     | 久下真以子   |
| 8月8日       | 北朝鮮へ国連安保理が過去最大規模の制裁決議                               | 西岡力         | 佐々木俊尚   | 海老原優香   |
| 8月8日       | 北朝鮮へ国連安保理が過去最大規模の制裁決議                               | 美根慶樹       | 佐々木俊尚   | 海老原優香   |
| 8月9日       | 就任から約200日のトランプ大統領、これまでの評価と今後                    | 前嶋和弘       | 三浦瑠麗     | 鈴木理香子   |
| 8月9日       | 就任から約200日のトランプ大統領、これまでの評価と今後                    | 中岡望         | 三浦瑠麗     | 鈴木理香子   |
| 8月10日      | 少子化を考える                                                           | 永田夏来       | 古市憲寿     | 松村未央     |
| 8月10日      | 少子化を考える                                                           | 駒崎弘樹       | 古市憲寿     | 松村未央     |
| 8月14日      | 都市と若者                                                               | 松谷明彦       | 速水健朗     | 久下真以子   |
| 8月14日      | 都市と若者                                                               | 原田曜平       | 速水健朗     | 久下真以子   |
| 8月15日      | 終戦の日                                                                 | 小原凡司       | 佐々木俊尚   | 新美有加     |
| 8月15日      | 終戦の日                                                                 | 潮匡人         | 佐々木俊尚   | 新美有加     |
| 8月16日      | 「僕はこんな本を書いてきた」                                             |                | 古市憲寿     | 鈴木理香子   |
| 8月17日      | 「白人至上主義」で衝突 トランプ大統領「双方に責任」発言で波紋            | 前嶋和弘       | 三浦瑠麗     | 松村未央     |
| 8月17日      | 「白人至上主義」で衝突 トランプ大統領「双方に責任」発言で波紋            | 小笠原泰       | 三浦瑠麗     | 松村未央     |
| 8月21日      | トランプ政権「影の大統領」バノン氏が退任                                 | 石澤靖治       | 速水健朗     | 久下真以子   |
| 8月21日      | トランプ政権「影の大統領」バノン氏が退任                                 | 中岡望         | 速水健朗     | 久下真以子   |
| 8月22日      | 個人価値売買の仮想株式「VALU」                                           | 三上洋         | 佐々木俊尚   | 新美有加     |
| 8月22日      | 個人価値売買の仮想株式「VALU」                                           | 石川和男       | 佐々木俊尚   | 新美有加     |
| 8月23日      | 民進代表選告示 前原氏 vs 枝野氏                                          | 岩渕美克       | 古市憲寿     | 鈴木理香子   |
| 8月23日      | 民進代表選告示 前原氏 vs 枝野氏                                          | 室伏謙一       | 古市憲寿     | 鈴木理香子   |
| 8月24日      | トランプ大統領 アフガン「早期撤退せず」                                  | 前嶋和弘       | 三浦瑠麗     | 松村未央     |
| 8月24日      | トランプ大統領 アフガン「早期撤退せず」                                  | 川上高司       | 三浦瑠麗     | 松村未央     |
| 8月28日      | 北朝鮮ミサイル発射 3発のうち「2発は飛行」                                | 美根慶樹       | 速水健朗     | 久下真以子   |
| 8月28日      | 北朝鮮ミサイル発射 3発のうち「2発は飛行」                                | 小原凡司       | 速水健朗     | 久下真以子   |
| 8月29日      | 私はこんな本を書いてきた                                                 |                | 佐々木俊尚   | 海老原優香   |
| 8月30日      | 「北」ミサイル 日本上空を通過                                            | 山村武彦       | 古市憲寿     | 鈴木理香子   |
| 8月30日      | 「北」ミサイル 日本上空を通過                                            | 潮匡人         | 古市憲寿     | 鈴木理香子   |
| 8月31日      | 真木よう子さんツイッター閉鎖                                             | 中川淳一郎     | 古市憲寿     | 松村未央     |
| 8月31日      | 真木よう子さんツイッター閉鎖                                             | 三上洋         | 古市憲寿     | 松村未央     |

| 2016年10月〜12月の配信 | 2016年10月〜12月の配信                                                           | 2016年10月〜12月の配信 | 2016年10月〜12月の配信 | 2016年10月〜12月の配信 |
| 放送日                 | テーマ                                                                           | ゲスト                 | アンカー               | パートナー             |
| ---------------------- | -------------------------------------------------------------------------------- | ---------------------- | ---------------------- | ---------------------- |
| 10月3日                | 8月全国消費者物価下落 完全失業率悪化 アベノミクスは終えんを迎えたのか            | 矢嶋康次               | 速水健朗               | 上中勇樹               |
| 10月3日                | 8月全国消費者物価下落 完全失業率悪化 アベノミクスは終えんを迎えたのか            | 伊藤惇夫               | 速水健朗               | 上中勇樹               |
| 10月4日                | 1.小池都政で初の議会 今週から豊洲市場問題などで論戦へ                            | 室伏謙一               | 佐々木俊尚             | 大島由香里             |
| 10月4日                | 1.小池都政で初の議会 今週から豊洲市場問題などで論戦へ                            | 岩渕美克               | 佐々木俊尚             | 大島由香里             |
| 10月4日                | 2.長谷川 豊氏の炎上に見る日本の医療費                                            | 石蔵文信               | 佐々木俊尚             | 大島由香里             |
| 10月4日                | 2.長谷川 豊氏の炎上に見る日本の医療費                                            | 石川和男               | 佐々木俊尚             | 大島由香里             |
| 10月5日                | 1.世界最大の音楽ストリーミングサービス「Spotify」日本上陸                        | 三上洋                 | 古市憲寿               | 大島由香里             |
| 10月5日                | 1.世界最大の音楽ストリーミングサービス「Spotify」日本上陸                        | 山口哲一               | 古市憲寿               | 大島由香里             |
| 10月5日                | 2.「わさびテロだ」外国人客にわさびを増量 大阪のすし店 運営会社が謝罪             | 碓井真史               | 古市憲寿               | 大島由香里             |
| 10月5日                | 2.「わさびテロだ」外国人客にわさびを増量 大阪のすし店 運営会社が謝罪             | 是松孝典               | 古市憲寿               | 大島由香里             |
| 10月6日                | 1.ドゥテルテ大統領また暴言                                                       | 柴田直治               | 三浦瑠麗               | 松村未央               |
| 10月6日                | 1.ドゥテルテ大統領また暴言                                                       | 潮匡人                 | 三浦瑠麗               | 松村未央               |
| 10月6日                | 2.アマゾンの電子書籍削除に出版社抗議                                             | 山下長幸               | 三浦瑠麗               | 松村未央               |
| 10月6日                | 2.アマゾンの電子書籍削除に出版社抗議                                             | クロサカタツヤ         | 三浦瑠麗               | 松村未央               |
| 10月10日               | 1.配偶者控除 適用対象見直しで調整                                                | 石川和男               | 速水健朗               | 上中勇樹               |
| 10月10日               | 1.配偶者控除 適用対象見直しで調整                                                | 中野円佳               | 速水健朗               | 上中勇樹               |
| 10月10日               | 2.毎日新聞 ダムからセシウム検出と誤報                                            | 中津孝司               | 速水健朗               | 上中勇樹               |
| 10月10日               | 2.毎日新聞 ダムからセシウム検出と誤報                                            | 永田浩三               | 速水健朗               | 上中勇樹               |
| 10月11日               | 1.米大統領選2回目のテレビ討論会「わいせつ発言」めぐり議論                        | 岸本裕紀子             | 佐々木俊尚             | 大島由香里             |
| 10月11日               | 1.米大統領選2回目のテレビ討論会「わいせつ発言」めぐり議論                        | 石澤靖治               | 佐々木俊尚             | 大島由香里             |
| 10月11日               | 2.電通の女性新入社員自殺 残業月105時間過労死と認定                               | 中川淳一郎             | 佐々木俊尚             | 大島由香里             |
| 10月11日               | 2.電通の女性新入社員自殺 残業月105時間過労死と認定                               | 城繁幸                 | 佐々木俊尚             | 大島由香里             |
| 10月12日               | 1.サムスン「ギャラクシーノート7」発火事件相次ぎ生産・販売停止                    | 三上洋                 | 古市憲寿               | 大島由香里             |
| 10月12日               | 1.サムスン「ギャラクシーノート7」発火事件相次ぎ生産・販売停止                    | 金慶珠                 | 古市憲寿               | 大島由香里             |
| 10月12日               | 2.南海電鉄で車掌が不適切アナウンス「外国人多くご不便を」                         | 梅原淳                 | 古市憲寿               | 大島由香里             |
| 10月12日               | 2.南海電鉄で車掌が不適切アナウンス「外国人多くご不便を」                         | 碓井広義               | 古市憲寿               | 大島由香里             |
| 10月13日               | 1.南スーダン派遣の自衛隊に「駆けつけ警護」付与 11月以降に判断先送り              | 潮匡人                 | 三浦瑠麗               | 松村未央               |
| 10月13日               | 1.南スーダン派遣の自衛隊に「駆けつけ警護」付与 11月以降に判断先送り              | 室伏謙一               | 三浦瑠麗               | 松村未央               |
| 10月13日               | 2.中国・国防省前で退役軍人ら約1,000人が待遇改善など訴えデモ                      | 伊藤俊幸               | 三浦瑠麗               | 松村未央               |
| 10月13日               | 2.中国・国防省前で退役軍人ら約1,000人が待遇改善など訴えデモ                      | 美根慶樹               | 三浦瑠麗               | 松村未央               |
| 10月17日               | 1.ノーベル文学賞にボブ・ディランさん                                             | 大森望                 | 速水健朗               | 上中勇樹               |
| 10月17日               | 1.ノーベル文学賞にボブ・ディランさん                                             | 富澤一誠               | 速水健朗               | 上中勇樹               |
| 10月17日               | 2.高速道 最高速度引上げ試行                                                      | 清水草一               | 速水健朗               | 上中勇樹               |
| 10月17日               | 2.高速道 最高速度引上げ試行                                                      | 渡辺敏史               | 速水健朗               | 上中勇樹               |
| 10月18日               | 1.新潟知事選 米山氏当選                                                          | 鈴木哲夫               | 三浦瑠麗               | 奥寺健                 |
| 10月18日               | 1.新潟知事選 米山氏当選                                                          | 橘川武郎               | 三浦瑠麗               | 奥寺健                 |
| 10月18日               | 2.北朝鮮“ムスダン”発射失敗                                                       | 朴一                   | 三浦瑠麗               | 奥寺健                 |
| 10月18日               | 2.北朝鮮“ムスダン”発射失敗                                                       | 潮匡人                 | 三浦瑠麗               | 奥寺健                 |
| 10月19日               | 1.参院選「1票の格差」判断分かれる                                                | 片山善博               | 古市憲寿               | 大村晟                 |
| 10月19日               | 1.参院選「1票の格差」判断分かれる                                                | 岩井奉信               | 古市憲寿               | 大村晟                 |
| 10月19日               | 2.バッハ会長 小池知事 安倍首相らと会談                                           | 室伏謙一               | 古市憲寿               | 大村晟                 |
| 10月19日               | 2.バッハ会長 小池知事 安倍首相らと会談                                           | 高樹ミナ               | 古市憲寿               | 大村晟                 |
| 10月20日               | 1.ドゥテルテ大統領・習主席会談                                                   | 柴田直治               | 三浦瑠麗               | 松村未央               |
| 10月20日               | 1.ドゥテルテ大統領・習主席会談                                                   | 富坂聰                 | 三浦瑠麗               | 松村未央               |
| 10月20日               | 2.テレビ放送をインターネット同時配信へ                                           | 西田宗千佳             | 三浦瑠麗               | 松村未央               |
| 10月20日               | 2.テレビ放送をインターネット同時配信へ                                           | 三上洋                 | 三浦瑠麗               | 松村未央               |
| 10月24日               | 1.自民党総裁任期「3期9年」検討へ                                                 | 鈴木哲夫               | 速水健朗               | 上中勇樹               |
| 10月24日               | 1.自民党総裁任期「3期9年」検討へ                                                 | 岩渕美克               | 速水健朗               | 上中勇樹               |
| 10月24日               | 2.蓮舫氏動画 民進が削除依頼                                                      | 浜辺陽一郎             | 速水健朗               | 上中勇樹               |
| 10月24日               | 2.蓮舫氏動画 民進が削除依頼                                                      | 森井昌克               | 速水健朗               | 上中勇樹               |
| 10月25日               | 1.ヘリパッド抗議に“差別”発言                                                     | 宮城久緒               | 佐々木俊尚             | 大島由香里             |
| 10月25日               | 1.ヘリパッド抗議に“差別”発言                                                     | 嵩原安三郎             | 佐々木俊尚             | 大島由香里             |
| 10月25日               | 2.“超高額薬”随時改訂可能へ                                                       | 石川和男               | 佐々木俊尚             | 大島由香里             |
| 10月25日               | 2.“超高額薬”随時改訂可能へ                                                       | 土井丈朗               | 佐々木俊尚             | 大島由香里             |
| 10月26日               | 1.副業などガイドライン制定へ                                                     | 中野円佳               | 古市憲寿               | 大島由香里             |
| 10月26日               | 1.副業などガイドライン制定へ                                                     | 城繁幸                 | 古市憲寿               | 大島由香里             |
| 10月26日               | 2.JR九州上場 30年目の完全民営化                                                  | 梅原淳                 | 古市憲寿               | 大島由香里             |
| 10月26日               | 2.JR九州上場 30年目の完全民営化                                                  | 池田健三郎             | 古市憲寿               | 大島由香里             |
| 10月27日               | 1.大川小訴訟 遺族側勝訴                                                          | 開沼博                 | 三浦瑠麗               | 奥寺健                 |
| 10月27日               | 1.大川小訴訟 遺族側勝訴                                                          | 浜辺陽一郎             | 三浦瑠麗               | 奥寺健                 |
| 10月27日               | 2.日比首脳会談の成果は?                                                          | 岩渕美克               | 三浦瑠麗               | 奥寺健                 |
| 10月27日               | 2.日比首脳会談の成果は?                                                          | 前嶋和弘               | 三浦瑠麗               | 奥寺健                 |
| 10月31日               | 1.小中学生のいじめと不登校 過去最多                                              | 内藤朝雄               | 速水健朗               | 上中勇樹               |
| 10月31日               | 1.小中学生のいじめと不登校 過去最多                                              | 中曽根陽子             | 速水健朗               | 上中勇樹               |
| 10月31日               | 2.「車内化粧、みっともない」広告に反論も                                         | 梅原淳                 | 速水健朗               | 上中勇樹               |
| 10月31日               | 2.「車内化粧、みっともない」広告に反論も                                         | 原田曜平               | 速水健朗               | 上中勇樹               |
| 11月1日                | 1.韓国機密漏えい 崔順実氏2日にも逮捕状請求へ                                     | 朴一                   | 佐々木俊尚             | 大島由香里             |
| 11月1日                | 1.韓国機密漏えい 崔順実氏2日にも逮捕状請求へ                                     | 西野純也               | 佐々木俊尚             | 大島由香里             |
| 11月1日                | 2.小池都知事「盛り土なし」決定の時期と決定者を特定                               | 室伏謙一               | 佐々木俊尚             | 大島由香里             |
| 11月1日                | 2.小池都知事「盛り土なし」決定の時期と決定者を特定                               | 高橋洋一               | 佐々木俊尚             | 大島由香里             |
| 11月2日                | 1.五輪競技会場見直し 都調査チーム最終見直し案まとめ                              | 玉木正之               | 古市憲寿               | 大島由香里             |
| 11月2日                | 1.五輪競技会場見直し 都調査チーム最終見直し案まとめ                              | 鈴木哲夫               | 古市憲寿               | 大島由香里             |
| 11月2日                | 2.横浜の小1死亡事故、ドライバーの認知症検査を実施へ                              | 朴啓彰                 | 古市憲寿               | 大島由香里             |
| 11月2日                | 2.横浜の小1死亡事故、ドライバーの認知症検査を実施へ                              | 結城康博               | 古市憲寿               | 大島由香里             |
| 11月3日                | 1.日銀、物価2％先送り 事実上の「敗北宣言」                                       | 池田健三郎             | 三浦瑠麗               | 松村未央               |
| 11月3日                | 1.日銀、物価2％先送り 事実上の「敗北宣言」                                       | 永濱利廣               | 三浦瑠麗               | 松村未央               |
| 11月3日                | 2.「子どもは欲しくない」倍増 若者の結婚願望・子育て願望低下                      | 白河桃子               | 三浦瑠麗               | 松村未央               |
| 11月3日                | 2.「子どもは欲しくない」倍増 若者の結婚願望・子育て願望低下                      | 天野馨南子             | 三浦瑠麗               | 松村未央               |
| 11月7日                | 1.TPP承認案 衆議院特別委で可決 衆院採決は再延期                                  | 室伏謙一               | 速水健朗               | 上中勇樹               |
| 11月7日                | 1.TPP承認案 衆議院特別委で可決 衆院採決は再延期                                  | 永濱利廣               | 速水健朗               | 上中勇樹               |
| 11月7日                | 2.韓国・朴大統領が談話発表 必要あれば検察の捜査受ける意向表明も                  | 美根慶樹               | 速水健朗               | 上中勇樹               |
| 11月7日                | 2.韓国・朴大統領が談話発表 必要あれば検察の捜査受ける意向表明も                  | 金慶珠                 | 速水健朗               | 上中勇樹               |
| 11月8日                | 1.神宮外苑イベントで展示物炎上し5歳児死亡 展示物内に白熱電球                     | 山村武彦               | 佐々木俊尚             | 大島由香里             |
| 11月8日                | 1.神宮外苑イベントで展示物炎上し5歳児死亡 展示物内に白熱電球                     | 室﨑益輝               | 佐々木俊尚             | 大島由香里             |
| 11月8日                | 2.厚労省が電通を家宅捜索 30人超が残業過少申告か                                  | 新田龍                 | 佐々木俊尚             | 大島由香里             |
| 11月8日                | 2.厚労省が電通を家宅捜索 30人超が残業過少申告か                                  | 水島宏明               | 佐々木俊尚             | 大島由香里             |
| 11月9日                | 1.“トランプ大統領”誕生へ・日米の関係は?                                          | 石澤靖治               | 古市憲寿               | 大島由香里             |
| 11月9日                | 1.“トランプ大統領”誕生へ・日米の関係は?                                          | 伊藤惇夫               | 古市憲寿               | 大島由香里             |
| 11月9日                | 1.“トランプ大統領”誕生へ・日米の関係は?                                          | 三浦瑠麗               | 古市憲寿               | 大島由香里             |
| 11月9日                | 2.トランプ氏が勝利宣言                                                           | 渡部恒雄               | 古市憲寿               | 大島由香里             |
| 11月9日                | 2.トランプ氏が勝利宣言                                                           | 富坂聰                 | 古市憲寿               | 大島由香里             |
| 11月9日                | 2.トランプ氏が勝利宣言                                                           | 三浦瑠麗               | 古市憲寿               | 大島由香里             |
| 11月10日               | 1.アメリカ社会・経済・外交・安保はどうなる? “トランプ大統領”誕生                 | 川上高司               | 三浦瑠麗               | 松村未央               |
| 11月10日               | 1.アメリカ社会・経済・外交・安保はどうなる? “トランプ大統領”誕生                 | 窪谷浩                 | 三浦瑠麗               | 松村未央               |
| 11月10日               | 2.アメリカ社会・経済・外交・安保はどうなる? “トランプ大統領”誕生                 | 潮匡人                 | 三浦瑠麗               | 松村未央               |
| 11月10日               | 2.アメリカ社会・経済・外交・安保はどうなる? “トランプ大統領”誕生                 | 中岡望                 | 三浦瑠麗               | 松村未央               |
| 11月14日               | 1.小池都知事「混合介護」を特区申請へ                                             | 結城康博               | 速水健朗               | 上中勇樹               |
| 11月14日               | 1.小池都知事「混合介護」を特区申請へ                                             | 伊藤惇夫               | 速水健朗               | 上中勇樹               |
| 11月14日               | 2.国家安全保障局長ロシア訪問 首脳会談の議題を調整                                | 袴田茂樹               | 速水健朗               | 上中勇樹               |
| 11月14日               | 2.国家安全保障局長ロシア訪問 首脳会談の議題を調整                                | 中津孝司               | 速水健朗               | 上中勇樹               |
| 11月15日               | 1.韓国・朴大統領 最大野党代表と会談中止 一両日中にも検察聴取へ                   | 小此木政夫             | 佐々木俊尚             | 大島由香里             |
| 11月15日               | 1.韓国・朴大統領 最大野党代表と会談中止 一両日中にも検察聴取へ                   | 朴一                   | 佐々木俊尚             | 大島由香里             |
| 11月15日               | 2.高齢者ドライバーによる事故多発                                                 | 伊藤安海               | 佐々木俊尚             | 大島由香里             |
| 11月15日               | 2.高齢者ドライバーによる事故多発                                                 | 小早川悟               | 佐々木俊尚             | 大島由香里             |
| 11月16日               | 1.アメリカ・トランプ次期大統領 自らの政権を「怖がらないで」                      | 前嶋和弘               | 三浦瑠麗               | 大島由香里             |
| 11月16日               | 1.アメリカ・トランプ次期大統領 自らの政権を「怖がらないで」                      | 岩渕美克               | 三浦瑠麗               | 大島由香里             |
| 11月16日               | 2.南スーダンPKO 政府、自衛隊への「駆け付け警護」付与決定                         | 小原凡司               | 三浦瑠麗               | 大島由香里             |
| 11月16日               | 2.南スーダンPKO 政府、自衛隊への「駆け付け警護」付与決定                         | 室伏謙一               | 三浦瑠麗               | 大島由香里             |
| 11月17日               | 1.「働き方改革実現会議」 政府が子育てからの復職への支援を強化                    | 中野円佳               | 古市憲寿               | 松村未央               |
| 11月17日               | 1.「働き方改革実現会議」 政府が子育てからの復職への支援を強化                    | 白河桃子               | 古市憲寿               | 松村未央               |
| 11月17日               | 2.原発避難先でいじめ 男子生徒の手記を弁護士が公表                                | 碓井真史               | 古市憲寿               | 松村未央               |
| 11月17日               | 2.原発避難先でいじめ 男子生徒の手記を弁護士が公表                                | 内藤朝雄               | 古市憲寿               | 松村未央               |
| 11月21日               | 1.アメリカ・トランプ次期大統領 ロシア・プーチン大統領と会談                      | 川上高司               | 速水健朗               | 上中勇樹               |
| 11月21日               | 1.アメリカ・トランプ次期大統領 ロシア・プーチン大統領と会談                      | 畔蒜泰助               | 速水健朗               | 上中勇樹               |
| 11月21日               | 2.電通「鬼十則」社員手帳への掲載とりやめ                                         | 城繁幸                 | 速水健朗               | 上中勇樹               |
| 11月21日               | 2.電通「鬼十則」社員手帳への掲載とりやめ                                         | 原田曜平               | 速水健朗               | 上中勇樹               |
| 11月22日               | 1.検察が共謀認定も朴大統領側「聴取応じない」 全面対決の様相に                    | 西野純也               | 佐々木俊尚             | 大島由香里             |
| 11月22日               | 1.検察が共謀認定も朴大統領側「聴取応じない」 全面対決の様相に                    | 美根慶樹               | 佐々木俊尚             | 大島由香里             |
| 11月22日               | 2.政府、社会保障費見直し案で 高所得高齢者の負担増へ                              | 野口悠紀雄             | 佐々木俊尚             | 大島由香里             |
| 11月22日               | 2.政府、社会保障費見直し案で 高所得高齢者の負担増へ                              | 石川和男               | 佐々木俊尚             | 大島由香里             |
| 11月23日               | 1.就任初日の「TPP脱退」を宣言 トランプ氏当選後初めて明言                         | 熊野英生               | 古市憲寿               | 大島由香里             |
| 11月23日               | 1.就任初日の「TPP脱退」を宣言 トランプ氏当選後初めて明言                         | 渡邊頼純               | 古市憲寿               | 大島由香里             |
| 11月23日               | 2.メディアはなぜトランプ氏勝利を見抜けなかったのか?                              | 堀田佳男               | 古市憲寿               | 大島由香里             |
| 11月23日               | 2.メディアはなぜトランプ氏勝利を見抜けなかったのか?                              | 永田浩三               | 古市憲寿               | 大島由香里             |
| 11月24日               | 1.トランプ氏NYタイムズ紙本社訪問 関係修復図る                                    | 越智道雄               | 三浦瑠麗               | 松村未央               |
| 11月24日               | 1.トランプ氏NYタイムズ紙本社訪問 関係修復図る                                    | 碓井真史               | 三浦瑠麗               | 松村未央               |
| 11月24日               | 2.福島第2原発 使用済み燃料プールの冷却装置一時停止 ネットで恐怖や不安の声        | 開沼博                 | 三浦瑠麗               | 松村未央               |
| 11月24日               | 2.福島第2原発 使用済み燃料プールの冷却装置一時停止 ネットで恐怖や不安の声        | 碓井真史               | 三浦瑠麗               | 松村未央               |
| 11月28日               | 1.総合型リゾート法案 与野党で駆け引き                                            | 鈴木哲夫               | 速水健朗               | 上中勇樹               |
| 11月28日               | 1.総合型リゾート法案 与野党で駆け引き                                            | 木曽崇                 | 速水健朗               | 上中勇樹               |
| 11月28日               | 2.政府・与党、配偶者控除「150万円以下」で最終調整                                | 森信茂樹               | 速水健朗               | 上中勇樹               |
| 11月28日               | 2.政府・与党、配偶者控除「150万円以下」で最終調整                                | 山田昌弘               | 速水健朗               | 上中勇樹               |
| 11月29日               | 1.五輪会場見直し4者会談 ボート・カヌーは「海の森」、水泳は席数減、バレーは先送り | 鈴木知幸               | 佐々木俊尚             | 大島由香里             |
| 11月29日               | 1.五輪会場見直し4者会談 ボート・カヌーは「海の森」、水泳は席数減、バレーは先送り | 室伏謙一               | 佐々木俊尚             | 大島由香里             |
| 11月29日               | 2.福島第1原発の事故処理費用20兆円超に拡大                                        | 橘川武郎               | 佐々木俊尚             | 大島由香里             |
| 11月29日               | 2.福島第1原発の事故処理費用20兆円超に拡大                                        | 澤田哲生               | 佐々木俊尚             | 大島由香里             |
| 11月30日               | 1.韓国・朴大統領が“条件付き”辞意を表明                                           | 朴一                   | 古市憲寿               | 大島由香里             |
| 11月30日               | 1.韓国・朴大統領が“条件付き”辞意を表明                                           | 美根慶樹               | 古市憲寿               | 大島由香里             |
| 11月30日               | 2.全国知事会で都心への大学回帰制限案                                             | 永田夏来               | 古市憲寿               | 大島由香里             |
| 11月30日               | 2.全国知事会で都心への大学回帰制限案                                             | 保坂展人               | 古市憲寿               | 大島由香里             |
| 12月1日                | 1.トランプ次期大統領、重要ポストで人事大詰め                                     | 石澤靖治               | 三浦瑠麗               | 松村未央               |
| 12月1日                | 1.トランプ次期大統領、重要ポストで人事大詰め                                     | 前嶋和弘               | 三浦瑠麗               | 松村未央               |
| 12月1日                | 2.DeNAの健康サイト、医学的に誤りとの指摘相次ぎ閉鎖                               | 井指啓吾               | 三浦瑠麗               | 松村未央               |
| 12月1日                | 2.DeNAの健康サイト、医学的に誤りとの指摘相次ぎ閉鎖                               | 三上洋                 | 三浦瑠麗               | 松村未央               |
| 12月5日                | 1.小池都知事が所信表明で復活予算廃止を明言 自民は反発                            | 岩渕美克               | 速水健朗               | 上中勇樹               |
| 12月5日                | 1.小池都知事が所信表明で復活予算廃止を明言 自民は反発                            | 室伏謙一               | 速水健朗               | 上中勇樹               |
| 12月5日                | 2.NHK籾井会長再任困難 経営委の同意得られず                                       | 田島泰彦               | 速水健朗               | 上中勇樹               |
| 12月5日                | 2.NHK籾井会長再任困難 経営委の同意得られず                                       | 砂川浩慶               | 速水健朗               | 上中勇樹               |
| 12月6日                | 1.EU初の“極右”大統領誕生せず イタリアでは国民投票敗北で首相が辞意                | 藤巻秀樹               | 佐々木俊尚             | 大村晟                 |
| 12月6日                | 1.EU初の“極右”大統領誕生せず イタリアでは国民投票敗北で首相が辞意                | 田中理                 | 佐々木俊尚             | 大村晟                 |
| 12月6日                | 2.カジノ含むIR法案、衆院通過 民進や自由、社民の三党は退席                        | 伊藤惇夫               | 佐々木俊尚             | 大村晟                 |
| 12月6日                | 2.カジノ含むIR法案、衆院通過 民進や自由、社民の三党は退席                        | 木曽崇                 | 佐々木俊尚             | 大村晟                 |
| 12月7日                | 1.安倍首相真珠湾訪問へ                                                           | 岸本裕紀子             | 古市憲寿               | 大村晟                 |
| 12月7日                | 1.安倍首相真珠湾訪問へ                                                           | 前嶋和弘               | 古市憲寿               | 大村晟                 |
| 12月7日                | 2.「保育園落ちた日本死ね」 受賞問題が炎上                                        | 古谷経衡               | 古市憲寿               | 大村晟                 |
| 12月7日                | 2.「保育園落ちた日本死ね」 受賞問題が炎上                                        | 小崎恭弘               | 古市憲寿               | 大村晟                 |
| 12月8日                | 1.トランプ氏、孫 正義氏と会談 アメリカに5兆7,000億円投資で合意                   | 小笠原泰               | 三浦瑠麗               | 松村未央               |
| 12月8日                | 1.トランプ氏、孫 正義氏と会談 アメリカに5兆7,000億円投資で合意                   | 三上洋                 | 三浦瑠麗               | 松村未央               |
| 12月8日                | 2.学習到達度調査 日本、科学と数学は順位上がるも読解力は4位から8位に              | 渡辺敦司               | 三浦瑠麗               | 松村未央               |
| 12月8日                | 2.学習到達度調査 日本、科学と数学は順位上がるも読解力は4位から8位に              | 中曽根陽子             | 三浦瑠麗               | 松村未央               |
| 12月12日               | 1.「成長追い求めすぎた」DeNA社長謝罪                                             | 三上洋                 | 速水健朗               | 上中勇樹               |
| 12月12日               | 1.「成長追い求めすぎた」DeNA社長謝罪                                             | 井指啓吾               | 速水健朗               | 上中勇樹               |
| 12月12日               | 2.「成長追い求めすぎた」DeNA社長謝罪                                             | 本田雅一               | 速水健朗               | 上中勇樹               |
| 12月12日               | 2.「成長追い求めすぎた」DeNA社長謝罪                                             | 西田宗千佳             | 速水健朗               | 上中勇樹               |
| 12月13日               | 1.トランプ氏「一つの中国」制約に言及                                             | 澁谷 司                | 佐々木俊尚             | 鈴木唯                 |
| 12月13日               | 1.トランプ氏「一つの中国」制約に言及                                             | 前嶋和弘               | 佐々木俊尚             | 鈴木唯                 |
| 12月13日               | 2.訪日外国人客急増で京都をはじめ各地で客室不足                                   | 玉井和博               | 佐々木俊尚             | 鈴木唯                 |
| 12月13日               | 2.訪日外国人客急増で京都をはじめ各地で客室不足                                   | 堀浩司                 | 佐々木俊尚             | 鈴木唯                 |
| 12月14日               | 1.IR法案で参考人質疑 依存症増加を懸念                                            | 美原融                 | 古市憲寿               | 大村晟                 |
| 12月14日               | 1.IR法案で参考人質疑 依存症増加を懸念                                            | 新里宏二               | 古市憲寿               | 大村晟                 |
| 12月14日               | 2.月末金曜日は午後3時退社「プレミアムフライデー」実施へ                          | 池田健三郎             | 古市憲寿               | 大村晟                 |
| 12月14日               | 2.月末金曜日は午後3時退社「プレミアムフライデー」実施へ                          | 新田龍                 | 古市憲寿               | 大村晟                 |
| 12月15日               | 1.日ロ首脳会談始まる                                                             | 中津孝司               | 三浦瑠麗               | 松村未央               |
| 12月15日               | 1.日ロ首脳会談始まる                                                             | 岩渕美克               | 三浦瑠麗               | 松村未央               |
| 12月15日               | 2.オスプレイ不時着 空中給油の訓練中に不具合                                      | 潮匡人                 | 三浦瑠麗               | 松村未央               |
| 12月15日               | 2.オスプレイ不時着 空中給油の訓練中に不具合                                      | 宮城久緒               | 三浦瑠麗               | 松村未央               |
| 12月19日               | 1.日ロ首脳会談 共同経済活動合意                                                  | 中村逸郎               | 速水健朗               | 上中勇樹               |
| 12月19日               | 1.日ロ首脳会談 共同経済活動合意                                                  | 室伏謙一               | 速水健朗               | 上中勇樹               |
| 12月19日               | 2.アメリカ・FRB、1年ぶり利上げ 2017年も3回の追加利上げへ                         | 櫨浩一                 | 速水健朗               | 上中勇樹               |
| 12月19日               | 2.アメリカ・FRB、1年ぶり利上げ 2017年も3回の追加利上げへ                         | 永濱利廣               | 速水健朗               | 上中勇樹               |
| 12月20日               | 1.カジノの依存症対策にマイナンバー活用も検討                                     | 木曽崇                 | 佐々木俊尚             | 久代萌美               |
| 12月20日               | 1.カジノの依存症対策にマイナンバー活用も検討                                     | 清水勉                 | 佐々木俊尚             | 久代萌美               |
| 12月20日               | 2.バレー会場は有明アリーナ新設 会場見直しは元のさやに                            | 広瀬一郎               | 佐々木俊尚             | 久代萌美               |
| 12月20日               | 2.バレー会場は有明アリーナ新設 会場見直しは元のさやに                            | 鈴木哲夫               | 佐々木俊尚             | 久代萌美               |
| 12月21日               | 1.「シリアを忘れるな」駐トルコ・ロシア大使銃撃され死亡                           | 佐々木伸               | 古市憲寿               | 大村晟                 |
| 12月21日               | 1.「シリアを忘れるな」駐トルコ・ロシア大使銃撃され死亡                           | 臼杵陽                 | 古市憲寿               | 大村晟                 |
| 12月21日               | 2.オスプレイが飛行再開 辺野古訴訟は沖縄敗訴                                      | 小川和久               | 古市憲寿               | 大村晟                 |
| 12月21日               | 2.オスプレイが飛行再開 辺野古訴訟は沖縄敗訴                                      | 前泊博盛               | 古市憲寿               | 大村晟                 |
| 12月22日               | 1.「非正規にも賞与を」 政府、同一労働・賃金で指針                                | 城繁幸                 | 三浦瑠麗               | 奥寺健                 |
| 12月22日               | 1.「非正規にも賞与を」 政府、同一労働・賃金で指針                                | 白河桃子               | 三浦瑠麗               | 奥寺健                 |
| 12月22日               | 2.「トランプ外交」で世界情勢はどうなる?                                          | 小原凡司               | 三浦瑠麗               | 奥寺健                 |
| 12月22日               | 2.「トランプ外交」で世界情勢はどうなる?                                          | 前嶋和弘               | 三浦瑠麗               | 奥寺健                 |
| 12月26日               | 1.ホンダ アメリカ・グーグルと自動運転技術で連携                                  | 渡辺敏史               | 速水健朗               | 上中勇樹               |
| 12月26日               | 1.ホンダ アメリカ・グーグルと自動運転技術で連携                                  | 西田宗千佳             | 速水健朗               | 上中勇樹               |
| 12月26日               | 2.小池都知事2016年最後の定例会見「10年の一度の爆発の年」                         | 室伏謙一               | 速水健朗               | 上中勇樹               |
| 12月26日               | 2.小池都知事2016年最後の定例会見「10年の一度の爆発の年」                         | 石川和男               | 速水健朗               | 上中勇樹               |
| 12月27日               | 1.トランプ次期大統領 就任まで4週間                                               | 前嶋和弘               | 佐々木俊尚             | 鈴木唯                 |
| 12月27日               | 1.トランプ次期大統領 就任まで4週間                                               | 川上高司               | 佐々木俊尚             | 鈴木唯                 |
| 12月27日               | 2.なぜ日本でネットバッシングが過激化するのか?                                    | 中川淳一郎             | 佐々木俊尚             | 鈴木唯                 |
| 12月27日               | 2.なぜ日本でネットバッシングが過激化するのか?                                    | 三上洋                 | 佐々木俊尚             | 鈴木唯                 |

### アンカー（MC）
- 津田大介（2015年4月7日 - 2016年9月28日）

### パートナー（アシスタント）
レギュラー
- 奥寺健（2015年4月1日 - 2016年3月25日）
- 山中章子（2015年4月7日 - 2015年6月30日）
- 石田紗英子（2015年4月8日 - 2016年3月30日）
- 新美有加（2015年7月7日 - 2015年9月22日）
- 阿部知代（2015年9月28日 - 2016年9月26日）
- 酒主義久（2015年9月29日 - 2016年3月29日）
- 細貝沙羅（2016年4月1日 - 2016年7月1日）
- 大島由香里（2016年4月5日 - 2016年11月29日）

スポット
- 宮司愛海（2015年9月8日）
- 鈴木理香子（2015年9月18日）
- 桜庭亮平（2015年12月8日）
- 久代萌美（2016年2月16日）
- 永尾亜子（2016年7月8日）
- 堤礼実（2016年7月15日）
- 藤井弘輝（2016年7月29日）
- 小澤陽子（2017年3月30日）

### コーナー担当・ゲスト
- 高村正彦（2017年3月16日）
- 伊藤利尋
- 生野陽子
- 椿原慶子
- 福井慶仁
- 江上剛
- 横田徹（報道カメラマン）
- 倉方俊輔（建築史家）
- 藤村龍至
- 前園真聖
- 渡邊千春（医学博士）
- 高山哲朗（医学博士）
- 松本和久（医学博士）
- 川坂勇太（気象予報士）
- 風間晋

### コーナー
- きょうの気づき（2015年4月1日 - ）
- みんなのニュースREVIEW（2015年4月1日 - ）
- 今週のニュースレビュー（2015年10月2日 - ）
- あしたのコンパス増刊号（アンカーのとっておき、分室）（2015年10月5日 - ）
- ニュースの種（2016年3月28日 - 2016年9月28日）

世界各地のFNN支局の記者から、様々な取材報告を聞く。
- ニュースなヤマイ ドクター超2解説クリニック（2016年3月30日 - 2016年9月28日）
- DEEP!裁判紙芝居（2016年4月4日 - ）
- デスクに聞く!（ - 2016年9月29日）

報道センターの各デスクに、現在動いているニュースや今後の予定などについて聞く。
- こんやのユアタイム（2016年4月4日 - ）
- きょうのニュースレビュー（ - 2016年9月30日）

今日報道されたニュースを、アンカーのコメントを交えて紹介。

### 放送時間
- 2015年4月1日 - 2015年9月25日（月〜金曜 19:00 - 22:00）
- 2015年9月28日 - 2015年10月2日（月〜金曜 19:00 - 21:00）
- 2015年10月5日 - 2016年3月25日（月〜金曜 19:00 - 21:15ごろ）
- 2016年3月28日 - 2016年6月29日（月〜金曜 19:00 - 22:00）

### 配信時間
- 2016年6月30日 - 9月30日（月〜金曜 19:00 - 22:00）
- 2016年10月3日 - 2017年2月9日（月〜木曜 19:05 - 20:55）
- 2017年2月13日 - （月〜木曜 19:07 - 20:55）